# Гомес, Льоренс
Льоренс Гомес де Леон (кат. Llorenç Gomez de Leon; род. 3 ноября 1991, Сант-Кугат-дель-Вальес, Каталония) — испанский игрок в пляжный футбол, нападающий. Серебряный призёр чемпионата мира по пляжному футболу 2013 года.

## Карьера
Является воспитанником школы Эспаньола. Пляжным футболом начал заниматься в 2011 году. Практически сразу же его игра на песке привлекла внимание тренеров сборной Испании. Льоренс был вызван в сборную, где быстро закрепился в основном составе.
На клубном уровне Льоренс поиграл за испанскую «Барселону», итальянскую «Террачину», швейцарский «Чаржерс Бейсланд», «Аль Васл» из ОАЭ и турецкий «Сеферихсаспор».
В 2014 году Льоренс получил два приза на церемонии «Звёзды пляжного футбола». Он вошёл в символическую пятерку лучших игроков мира и его гол был признан лучшим голом года.

## Достижения

### В сборной
- Серебряный призёр чемпионата мира по пляжному футболу: 2013
- Серебряный призёр Евролиги: 2014
- Победитель Кубка Европы: 2014

### В клубах
- Обладатель Кубка Италии: 2014